# 伊和诺尔 (阿尔山苏木)
伊和诺尔是位于中国内蒙古自治区呼伦贝尔市新巴尔虎右旗阿尔山苏木西南的一个湖泊。其位置约在东经117°27′，北纬48°06′。湖面面积达1平方公里。伊和诺尔在蒙古语中的意思是大湖。